# Amosite

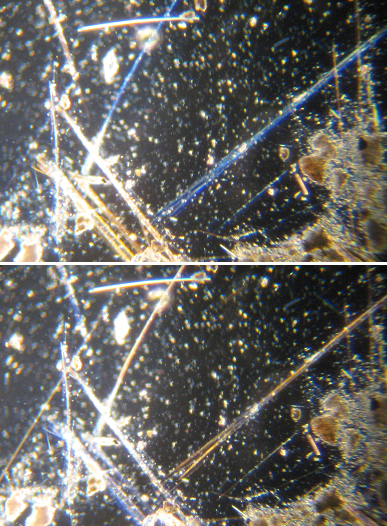
Image d'amosite

L'amosite ou amiante brun est une variété abestiforme de la grunérite (du nom de son découvreur, le chimiste franco-suisse Emmanuel-Louis Gruner), variété d'amiante de la famille des amphiboles, utilisé dans l'industrie et hautement cancérogène, provoquant le cancer du poumon et le cancer du mésothéliome.